# Uhart-Mixe
Uhart-Mixe (en euskera: Uhartehiri) es una localidad y comuna francesa, situada en el departamento de Pirineos Atlánticos, en la región de Aquitania. Pertenece al territorio histórico vascofrancés de Baja Navarra y al País de Mixe. Se encuentra atravesada por el río Bidouze.
Administrativamente también depende del distrito de Bayona.

## Heráldica
Cortado: 1.º, en campo de azur, un oratorio de plata, con una puerta en su fachada de su color natural, sumado de una cruz de sable, prolongado a su siniestra con un refugio abierto del mismo metal, cubierto de su color natural, y siniestrado de tres veneras de plata, puestas en palo, y 2.º, en campo de oro, una faja ondeada, de azur, acompañada en lo alto de cuatro estrellas de gules, puestas en faja.

## Demografía
| Gráfica de evolución demográfica de Uhart-Mixe entre 1800 y 2012 |
|                                                                  |

Fuentes: Ldh/EHESS/Cassini e INSEE.

## Personalidades célebres
- Gustave d'Uhart (1791-1860)
- Martial-Henri Berdoly (1844-1905), político.